# Héctor Campos
Héctor Fernando Campos Bermúdez (ur. 19 grudnia 1988) – argentyński judoka. Olimpijczyk z Londynu 2012, gdzie zajął siedemnaste miejsce w wadze średniej.
Uczestnik mistrzostw świata w 2010, 2011, 2013, 2015, 2017 i 2018. Startował w Pucharze Świata w latach 2009-2019. Brązowy medalista igrzysk panamerykańskich w 2015; siódmy w 2011 i 2019. Drugi na igrzyskach Ameryki Południowej w 2014. Zdobył cztery medale mistrzostw panamerykańskich w latach 2009 – 2018. Drugi na mistrzostwach Ameryki Południowej w 2009 roku.

## Letnie Igrzyska Olimpijskie 2012
| Konkurencja | Eliminacje             | Klas. końcowa |
| Konkurencja | Przeciwnik I           | Miejsce       |
| ----------- | ---------------------- | ------------- |
| 90 kg       | Asley González (CUB) P | 17.           |